# الثلثية (آيت فاسكا)
الثلثية هو دُوَّار يقع بجماعة آيت فاسكا، إقليم الحوز، جهة مراكش آسفي في المملكة المغربية. ينتمي الدوّار لمشيخة آيت فاسكا التي تضم 5 دواوير. يقدر عدد سكانه بـ 1392 نسمة حسب الإحصاء الرسمي للسكان والسكنى لسنة 2004.

## روابط خارجية
- البوابة الوطنية للجماعات الترابية
- المندوبية السامية للتخطيط